# Margarete Jung
Margarete Jung (* 12. Mai 1898; † 30. November 1979 in Ost-Berlin) war eine deutsche kommunistische Widerstandskämpferin gegen den Nationalsozialismus, Häftling im KZ Ravensbrück, Mitglied des Hauptausschusses der Opfer des Faschismus und Mitarbeiterin im Bundesvorstand des Demokratischen Frauenbundes Deutschlands (DFD).

## Leben
Jung trat 1918 dem Spartakusbund bei und wurde 1919 Mitglied der Kommunistischen Partei Deutschlands (KPD). In der Zeit der Weimarer Republik engagierte sie sich gegen den aufkommenden Nationalsozialismus.
Nach der Machtübertragung an die NSDAP 1933 setzte sie ihre antifaschistische Arbeit illegal fort. 1936 wurde sie verhaftet und 1937 vom Volksgerichtshof zu einer fünfjährigen Zuchthausstrafe verurteilt, die sie in den Zuchthäusern von Jauer und Waldheim verbrachte. 1942 wurde sie in das KZ Ravensbrück überführt.
Als die Herrschaft der Nationalsozialisten beseitigt war, arbeitete sie von 1945 bis 1947 im Hauptausschuss der Opfer des Faschismus. 1946 trat sie in die Sozialistische Einheitspartei Deutschlands (SED) ein, wurde Mitglied des SED-Kreisvorstands Berlin-Prenzlauer Berg sowie der SED-Bezirksleitung Berlin. Am 27. Oktober 1951 wurde sie in den Zentralvorstand der Vereinigung der Verfolgten des Naziregimes (VVN) der DDR berufen. Sie gehörte auch dem Bundesvorstand des DFD an und wurde dessen Beauftragte im Komitee der Antifaschistischen Widerstandskämpfer.